# Monumenten

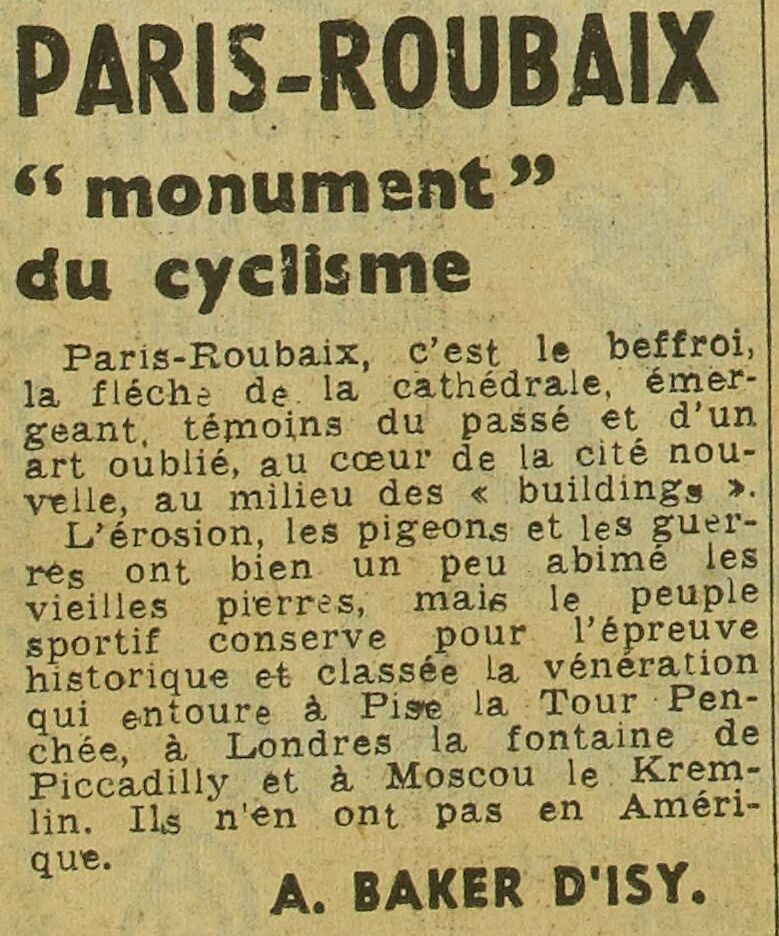
Uttrycket "monument" om ett cykellopp användes först av Albert Baker d'Isy i denna notis i Ce soir den 17 april 1949.

Monumenten är fem klassiska årliga cykeltävlingar som allmänt anses vara de äldsta, svåraste och mest prestigefyllda endagarstävlingarna inom cykelsporten. Samtliga tävlingar är över 100 år gamla och har var och en en lång historia med specifika individuella egenskaper.
De fem Monumenten är:
- Milano–Sanremo        (första upplaga 1907)
- Flandern runt         (första upplaga 1913)
- Paris–Roubaix         (första upplaga 1896)
- Liège–Bastogne–Liège  (första upplaga 1892)
- Lombardiet runt       (första upplaga 1905)

De fyra första tillhör de så kallade "Vårklassikerna". De körs vanligen under mars och april varje år. Lombardiet runt är den enda som körs på hösten. 
Eddy Merckx har överlägset flest vinster, 19 stycken, och han är den ende som vunnit tre av tävlingarna under samma säsong, vilket han gjorde 1974, 1976 och 1977. Merckx, Roger De Vlaeminck och Rik Van Looy (alla tre från Belgien) är de enda som vunnit alla fem monumenten minst en gång under sin karriär - Merckx som minst två gånger. Att vinna alla utom ett av loppen någon gång under karriären har sex cyklister gjort: Sean Kelly (ingen Flandern runt), Alfred De Bruyne (ingen Lombardiet runt), Philippe Gilbert (ingen Milano–Sanremo), Louison Bobet (ingen Liège–Bastogne–Liège), Germain Derycke (ingen Lombardiet runt) och Hennie Kuiper (ingen Liège–Bastogne–Liège).

## Monumentvinnare sedan 1892
| År   | Milano–Sanremo                      | Flandern runt                       | Paris–Roubaix                       | Liège–Bastogne–Liège                | Giro di Lombardia                    |
| ---- | ----------------------------------- | ----------------------------------- | ----------------------------------- | ----------------------------------- | ------------------------------------ |
| 1892 | Ingen tävling                       | Ingen tävling                       | Ingen tävling                       | Léon Houa (BEL) (1/3)               | Ingen tävling                        |
| 1893 | Ingen tävling                       | Ingen tävling                       | Ingen tävling                       | Léon Houa (BEL) (2/3)               | Ingen tävling                        |
| 1894 | Ingen tävling                       | Ingen tävling                       | Ingen tävling                       | Léon Houa (BEL) (3/3)               | Ingen tävling                        |
| 1895 | Ingen tävling                       | Ingen tävling                       | Ingen tävling                       | Ingen tävling                       | Ingen tävling                        |
| 1896 | Ingen tävling                       | Ingen tävling                       | Josef Fischer (GER)                 | Ingen tävling                       | Ingen tävling                        |
| 1897 | Ingen tävling                       | Ingen tävling                       | Maurice Garin (ITA) (1/2)           | Ingen tävling                       | Ingen tävling                        |
| 1898 | Ingen tävling                       | Ingen tävling                       | Maurice Garin (ITA) (2/2)           | Ingen tävling                       | Ingen tävling                        |
| 1899 | Ingen tävling                       | Ingen tävling                       | Albert Champion (FRA)               | Ingen tävling                       | Ingen tävling                        |
| 1900 | Ingen tävling                       | Ingen tävling                       | Emile Bouhours (FRA)                | Ingen tävling                       | Ingen tävling                        |
| 1901 | Ingen tävling                       | Ingen tävling                       | Lucien Lesna (FRA) (1/2)            | Ingen tävling                       | Ingen tävling                        |
| 1902 | Ingen tävling                       | Ingen tävling                       | Lucien Lesna (FRA) (2/2)            | Ingen tävling                       | Ingen tävling                        |
| 1903 | Ingen tävling                       | Ingen tävling                       | Hippolyte Aucouturier (FRA) (1/2)   | Ingen tävling                       | Ingen tävling                        |
| 1904 | Ingen tävling                       | Ingen tävling                       | Hippolyte Aucouturier (FRA) (2/2)   | Ingen tävling                       | Ingen tävling                        |
| 1905 | Ingen tävling                       | Ingen tävling                       | Louis Trousselier (FRA)             | Ingen tävling                       | Giovanni Gerbi (ITA)                 |
| 1906 | Ingen tävling                       | Ingen tävling                       | Henri Cornet (FRA)                  | Ingen tävling                       | Giuseppe Brambilla (ITA)             |
| 1907 | Lucien Petit-Breton (FRA)           | Ingen tävling                       | Georges Passerieu (FRA)             | Ingen tävling                       | Gustave Garrigou (FRA) (1/2)         |
| 1908 | Cyrille van Hauwaert (BEL) (1/2)    | Ingen tävling                       | Cyrille van Hauwaert (BEL) (2/2)    | André Trousselier (FRA)             | François Faber (LUX) (1/2)           |
| 1909 | Luigi Ganna (ITA)                   | Ingen tävling                       | Octave Lapize (FRA) (1/3)           | Victor Fastre (BEL)                 | Giovanni Cuniolo (ITA)               |
| 1910 | Eugène Christophe (FRA)             | Ingen tävling                       | Octave Lapize (FRA) (2/3)           | Ingen tävling                       | Giovanni Michelotto (ITA)            |
| 1911 | Gustave Garrigou (FRA) (2/2)        | Ingen tävling                       | Octave Lapize (FRA) (3/3)           | Joseph Van Daele (BEL)              | Henri Pélissier (FRA) (1/6)          |
| 1912 | Henri Pélissier (FRA) (2/6)         | Ingen tävling                       | Charles Crupelandt (FRA) (1/2)      | Omer Verschoore (BEL)               | Carlo Oriani (ITA)                   |
| 1913 | Odile Defraye (BEL)                 | Paul Deman (BEL) (1/2)              | François Faber (LUX) (2/2)          | Maurits Moritz (BEL)                | Henri Pélissier (FRA) (3/6)          |
| 1914 | Ugo Agostoni (ITA)                  | Marcel Buysse (BEL)                 | Charles Crupelandt (FRA) (2/2)      | Ingen tävling (Första världskriget) | Lauro Bordin (ITA)                   |
| 1915 | Ezio Corlaita (ITA)                 | Ingen tävling (Första världskriget) | Ingen tävling (Första världskriget) | Ingen tävling (Första världskriget) | Gaetano Belloni (ITA) (1/5)          |
| 1916 | Ingen tävling (Första världskriget) | Ingen tävling (Första världskriget) | Ingen tävling (Första världskriget) | Ingen tävling (Första världskriget) | Leopoldo Torricelli (ITA)            |
| 1917 | Gaetano Belloni (ITA) (2/5)         | Ingen tävling (Första världskriget) | Ingen tävling (Första världskriget) | Ingen tävling (Första världskriget) | Philippe Thys (BEL)                  |
| 1918 | Costante Girardengo (ITA) (1/9)     | Ingen tävling (Första världskriget) | Ingen tävling (Första världskriget) | Ingen tävling (Första världskriget) | Gaetano Belloni (ITA) (3/5)          |
| 1919 | Angelo Gremo (ITA)                  | Henri van Lerberghe (BEL)           | Henri Pélissier (FRA) (4/6)         | Léon Devos (BEL) (1/2)              | Costante Girardengo (ITA) (2/9)      |
| 1920 | Gaetano Belloni (ITA) (4/5)         | Jules Van Hevel (BEL) (1/2)         | Paul Deman (BEL) (2/2)              | Léon Scieur (BEL)                   | Henri Pélissier (FRA) (5/6)          |
| 1921 | Costante Girardengo (ITA) (3/9)     | René Vermandel (BEL) (1/3)          | Henri Pélissier (FRA) (6/6)         | Louis Mottiat (BEL) (1/2)           | Costante Girardengo (ITA) (4/9)      |
| 1922 | Giovanni Brunero (ITA) (1/3)        | Léon Devos (BEL) (2/2)              | Albert Dejonghe (BEL)               | Louis Mottiat (BEL) (2/2)           | Costante Girardengo (ITA) (5/9)      |
| 1923 | Costante Girardengo (ITA) (6/9)     | Heiri Suter (SUI) (1/2)             | Heiri Suter (SUI) (2/2)             | René Vermandel (BEL) (2/3)          | Giovanni Brunero (ITA) (2/3)         |
| 1924 | Pietro Linari (ITA)                 | Gérard Debaets (BEL) (1/2)          | Jules Van Hevel (BEL) (2/2)         | René Vermandel (BEL) (3/3)          | Giovanni Brunero (ITA) (3/3)         |
| 1925 | Costante Girardengo (ITA) (7/9)     | Julien Delbecque (BEL) (1/2)        | Félix Sellier (BEL)                 | Georges Ronsse (BEL) (1/2)          | Alfredo Binda (ITA) (1/6)            |
| 1926 | Costante Girardengo (ITA) (8/9)     | Denis Verschueren (BEL)             | Julien Delbecque (BEL) (2/2)        | Dieudonné Smets (BEL)               | Alfredo Binda (ITA) (2/6)            |
| 1927 | Pietro Chesi (ITA)                  | Gérard Debaets (BEL) (2/2)          | Georges Ronsse (BEL) (2/2)          | Maurice Raes (BEL)                  | Alfredo Binda (ITA) (3/6)            |
| 1928 | Costante Girardengo (ITA) (9/9)     | Jan Mertens (BEL)                   | André Leducq (FRA)                  | Ernest Mottard (BEL)                | Gaetano Belloni (ITA) (5/5)          |
| 1929 | Alfredo Binda (ITA) (4/6)           | Jef Dervaes (BEL)                   | Charles Meunier (BEL)               | Alfons Schepers (BEL) (1/4)         | Piero Fossati (ITA)                  |
| 1930 | Michele Mara (ITA) (1/2)            | Frans Bonduel (BEL)                 | Julien Vervaecke (BEL)              | Hermann Buse (GER)                  | Michele Mara (ITA) (2/2)             |
| 1931 | Alfredo Binda (ITA) (5/6)           | Romain Gijssels (BEL) (1/3)         | Gaston Rebry (BEL) (1/4)            | Alfons Schepers (BEL) (2/4)         | Alfredo Binda (ITA) (6/6)            |
| 1932 | Alfredo Bovet (ITA)                 | Romain Gijssels (BEL) (2/3)         | Romain Gijssels (BEL) (3/3)         | Marcel Houyoux (BEL)                | Antonio Negrini (ITA)                |
| 1933 | Learco Guerra (ITA) (1/2)           | Alfons Schepers (BEL) (3/4)         | Sylvère Maes (BEL)                  | François Gardier (BEL)              | Domenico Piemontesi (ITA)            |
| 1934 | Jef Demuysere (BEL)                 | Gaston Rebry (BEL) (2/4)            | Gaston Rebry (BEL) (3/4)            | Theo Herckenrath (BEL)              | Learco Guerra (ITA) (2/2)            |
| 1935 | Giuseppe Olmo (ITA) (1/2)           | Louis Duerloo (BEL)                 | Gaston Rebry (BEL) (4/4)            | Alfons Schepers (BEL) (4/4)         | Enrico Mollo (ITA)                   |
| 1936 | Angelo Varetto (ITA)                | Louis Hardiquest (BEL)              | Georges Speicher (FRA)              | Albert Beckaert (BEL)               | Gino Bartali (ITA) (1/7)             |
| 1937 | Cesare Del Cancia (ITA)             | Michel D'Hooghe (BEL)               | Jules Rossi (ITA)                   | Eloi Meulenberg (BEL)               | Aldo Bini (ITA) (1/2)                |
| 1938 | Giuseppe Olmo (ITA) (2/2)           | Edgard de Caluwé (BEL)              | Lucien Storme (BEL)                 | Alfons Deloor (BEL)                 | Cino Cinelli (ITA) (1/2)             |
| 1939 | Gino Bartali (ITA) (2/7)            | Karel Kaers (BEL)                   | Émile Masson Jr. (BEL)              | Albert Ritserveldt (BEL)            | Gino Bartali (ITA) (3/7)             |
| 1940 | Gino Bartali (ITA) (4/7)            | Achiel Buysse (BEL) (1/3)           | Ingen tävling (Andra världskriget)  | Ingen tävling (Andra världskriget)  | Gino Bartali (ITA) (5/7)             |
| 1941 | Pierino Favalli (ITA)               | Achiel Buysse (BEL) (2/3)           | Ingen tävling (Andra världskriget)  | Ingen tävling (Andra världskriget)  | Mario Ricci (ITA) (1/2)              |
| 1942 | Adolfo Leoni (ITA)                  | Briek Schotte (BEL) (1/2)           | Ingen tävling (Andra världskriget)  | Ingen tävling (Andra världskriget)  | Aldo Bini (ITA) (2/2)                |
| 1943 | Cino Cinelli (ITA) (2/2)            | Achiel Buysse (BEL) (3/3)           | Marcel Kint (BEL)                   | Richard Depoorter (BEL) (1/2)       | Ingen tävling (Andra världskriget)   |
| 1944 | Ingen tävling (Andra världskriget)  | Rik Van Steenbergen (BEL) (1/5)     | Maurice Desimpelaere (BEL)          | Ingen tävling (Andra världskriget)  | Ingen tävling (Andra världskriget)   |
| 1945 | Ingen tävling (Andra världskriget)  | Sylvain Grysolle (BEL)              | Paul Maye (FRA)                     | Jean Engels (BEL)                   | Mario Ricci (ITA) (2/2)              |
| 1946 | Fausto Coppi (ITA) (1/9)            | Rik Van Steenbergen (BEL) (2/5)     | Georges Claes (BEL) (1/2)           | Prosper Depredomme (BEL) (1/2)      | Fausto Coppi (ITA) (2/9)             |
| 1947 | Gino Bartali (ITA) (6/7)            | Emiel Faignaert (BEL)               | Georges Claes (BEL) (2/2)           | Richard Depoorter (BEL) (2/2)       | Fausto Coppi (ITA) (3/9)             |
| 1948 | Fausto Coppi (ITA) (4/9)            | Briek Schotte (BEL) (2/2)           | Rik Van Steenbergen (BEL) (3/5)     | Maurice Mollin (BEL)                | Fausto Coppi (ITA) (5/9)             |
| 1949 | Fausto Coppi (ITA) (6/9)            | Fiorenzo Magni (ITA) (1/3)          | Serse Coppi (ITA)                   | Camille Danguillaume (FRA)          | Fausto Coppi (ITA) (7/9)             |
| 1950 | Gino Bartali (ITA) (7/7)            | Fiorenzo Magni (ITA) (2/3)          | Fausto Coppi (ITA) (8/9)            | Prosper Depredomme (BEL) (2/2)      | Renzo Soldani (ITA)                  |
| 1951 | Louison Bobet (FRA) (1/4)           | Fiorenzo Magni (ITA) (3/3)          | Antonio Bevilacqua (ITA)            | Ferdinand Kübler (SUI) (1/2)        | Louison Bobet (FRA) (2/4)            |
| 1952 | Loretto Petrucci (ITA) (1/2)        | Roger Decock (BEL)                  | Rik Van Steenbergen (BEL) (4/5)     | Ferdinand Kübler (SUI) (2/2)        | Giuseppe Minardi (ITA)               |
| 1953 | Loretto Petrucci (ITA) (2/2)        | Wim van Est (NED)                   | Germain Derijcke (BEL) (1/4)        | Alois De Hertog (BEL)               | Bruno Landi (ITA)                    |
| 1954 | Rik Van Steenbergen (BEL) (5/5)     | Raymond Impanis (BEL) (1/2)         | Raymond Impanis (BEL) (2/2)         | Marcel Ernzer (LUX)                 | Fausto Coppi (ITA) (9/9)             |
| 1955 | Germain Derijcke (BEL) (2/4)        | Louison Bobet (FRA) (3/4)           | Jean Forestier (FRA) (1/2)          | Stan Ockers (BEL)                   | Cleto Maule (ITA)                    |
| 1956 | Fred De Bruyne (BEL) (1/6)          | Jean Forestier (FRA) (2/2)          | Louison Bobet (FRA) (4/4)           | Fred De Bruyne (BEL) (2/6)          | André Darrigade (FRA)                |
| 1957 | Miguel Poblet (ESP) (1/2)           | Fred De Bruyne (BEL) (3/6)          | Fred De Bruyne (BEL) (4/6)          | Germain Derijcke (BEL) (3/4)        | Diego Ronchini (ITA)                 |
| 1958 | Rik Van Looy (BEL) (1/8)            | Germain Derijcke (BEL) (4/4)        | Leon Vandaele (BEL)                 | Fred De Bruyne (BEL) (5/6)          | Nino Defilippis (ITA)                |
| 1959 | Miguel Poblet (ESP) (2/2)           | Rik Van Looy (BEL) (2/8)            | Noël Foré (BEL) (1/2)               | Fred De Bruyne (BEL) (6/6)          | Rik Van Looy (BEL) (3/8)             |
| 1960 | René Privat (FRA)                   | Arthur De Cabooter (BEL)            | Pino Cerami (BEL)                   | Albertus Geldermans (NED)           | Emile Daems (BEL) (1/3)              |
| 1961 | Raymond Poulidor (FRA)              | Tom Simpson (GBR) (1/3)             | Rik Van Looy (BEL) (4/8)            | Rik Van Looy (BEL) (5/8)            | Vito Taccone (ITA)                   |
| 1962 | Emile Daems (BEL) (2/3)             | Rik Van Looy (BEL) (6/8)            | Rik Van Looy (BEL) (7/8)            | Jef Planckaert (BEL)                | Jo de Roo (NED) (1/3)                |
| 1963 | Joseph Groussard (FRA)              | Noël Foré (BEL) (2/2)               | Emile Daems (BEL) (3/3)             | Frans Melckenbeeck (BEL)            | Jo de Roo (NED) (2/3)                |
| 1964 | Tom Simpson (GBR) (2/3)             | Rudi Altig (GER) (1/2)              | Peter Post (NED)                    | Willy Blocklandt (BEL)              | Gianni Motta (ITA)                   |
| 1965 | Arie den Hartog (NED)               | Jo de Roo (NED) (3/3)               | Rik Van Looy (BEL) (8/8)            | Carmine Preziosi (ITA)              | Tom Simpson (GBR) (3/3)              |
| 1966 | Eddy Merckx (BEL) (1/19)            | Edward Sels (BEL)                   | Felice Gimondi (ITA) (1/4)          | Jacques Anquetil (FRA)              | Felice Gimondi (ITA) (2/4)           |
| 1967 | Eddy Merckx (BEL) (2/19)            | Dino Zandegù (ITA)                  | Jan Janssen (NED)                   | Walter Godefroot (BEL) (1/4)        | Franco Bitossi (ITA) (1/2)           |
| 1968 | Rudi Altig (GER) (2/2)              | Walter Godefroot (BEL) (2/4)        | Eddy Merckx (BEL) (3/19)            | Walter Van Sweefelt (BEL)           | Herman Van Springel (BEL)            |
| 1969 | Eddy Merckx (BEL) (4/19)            | Eddy Merckx (BEL) (5/19)            | Walter Godefroot (BEL) (3/4)        | Eddy Merckx (BEL) (6/19)            | Jean-Pierre Monseré (BEL)            |
| 1970 | Michele Dancelli (ITA)              | Eric Leman (BEL) (1/3)              | Eddy Merckx (BEL) (7/19)            | Roger De Vlaeminck (BEL) (1/11)     | Franco Bitossi (ITA) (2/2)           |
| 1971 | Eddy Merckx (BEL) (8/19)            | Evert Dolman (NED)                  | Roger Rosiers (BEL)                 | Eddy Merckx (BEL) (9/19)            | Eddy Merckx (BEL) (10/19)            |
| 1972 | Eddy Merckx (BEL) (11/19)           | Eric Leman (BEL) (2/3)              | Roger De Vlaeminck (BEL) (2/11)     | Eddy Merckx (BEL) (12/19)           | Eddy Merckx (BEL) (13/19)            |
| 1973 | Roger De Vlaeminck (BEL) (3/11)     | Eric Leman (BEL) (3/3)              | Eddy Merckx (BEL) (14/19)           | Eddy Merckx (BEL) (15/19)           | Felice Gimondi (ITA) (3/4)           |
| 1974 | Felice Gimondi (ITA) (4/4)          | Cees Bal (NED)                      | Roger De Vlaeminck (BEL) (4/11)     | Georges Pintens (BEL)               | Roger De Vlaeminck (BEL) (5/11)      |
| 1975 | Eddy Merckx (BEL) (16/19)           | Eddy Merckx (BEL) (17/19)           | Roger De Vlaeminck (BEL) (6/11)     | Eddy Merckx (BEL) (18/19)           | Francesco Moser (ITA) (1/6)          |
| 1976 | Eddy Merckx (BEL) (19/19)           | Walter Planckaert (BEL)             | Marc Demeyer (BEL)                  | Joseph Bruyère (BEL) (1/2)          | Roger De Vlaeminck (BEL) (7/11)      |
| 1977 | Jan Raas (NED) (1/4)                | Roger De Vlaeminck (BEL) (8/11)     | Roger De Vlaeminck (BEL) (9/11)     | Bernard Hinault (FRA) (1/5)         | Gianbattista Baronchelli (ITA) (1/2) |
| 1978 | Roger De Vlaeminck (BEL) (10/11)    | Walter Godefroot (BEL) (4/4)        | Francesco Moser (ITA) (2/6)         | Joseph Bruyère (BEL) (2/2)          | Francesco Moser (ITA) (3/6)          |
| 1979 | Roger De Vlaeminck (BEL) (11/11)    | Jan Raas (NED) (2/4)                | Francesco Moser (ITA) (4/6)         | Dietrich Thurau (GER)               | Bernard Hinault (FRA) (2/5)          |
| 1980 | Pierino Gavazzi (ITA)               | Michel Pollentier (BEL)             | Francesco Moser (ITA) (5/6)         | Bernard Hinault (FRA) (3/5)         | Fons De Wolf (BEL) (1/2)             |
| 1981 | Fons De Wolf (BEL) (2/2)            | Hennie Kuiper (NED) (1/4)           | Bernard Hinault (FRA) (4/5)         | Josef Fuchs (SUI)                   | Hennie Kuiper (NED) (2/4)            |
| 1982 | Marc Gomez (FRA)                    | René Martens (BEL)                  | Jan Raas (NED) (3/4)                | Silvano Contini (ITA)               | Giuseppe Saronni (ITA) (1/2)         |
| 1983 | Giuseppe Saronni (ITA) (2/2)        | Jan Raas (NED) (4/4)                | Hennie Kuiper (NED) (3/4)           | Steven Rooks (NED)                  | Sean Kelly (IRL) (1/9)               |
| 1984 | Francesco Moser (ITA) (6/6)         | Johan Lammerts (NED)                | Sean Kelly (IRL) (2/9)              | Sean Kelly (IRL) (3/9)              | Bernard Hinault (FRA) (5/5)          |
| 1985 | Hennie Kuiper (NED) (4/4)           | Eric Vanderaerden (BEL) (1/2)       | Marc Madiot (FRA) (1/2)             | Moreno Argentin (ITA) (1/6)         | Sean Kelly (IRL) (4/9)               |
| 1986 | Sean Kelly (IRL) (5/9)              | Adri van der Poel (NED) (1/2)       | Sean Kelly (IRL) (6/9)              | Moreno Argentin (ITA) (2/6)         | Gianbattista Baronchelli (ITA) (2/2) |
| 1987 | Erich Mächler (SUI)                 | Claude Criquielion (BEL)            | Eric Vanderaerden (BEL) (2/2)       | Moreno Argentin (ITA) (3/6)         | Moreno Argentin (ITA) (4/6)          |
| 1988 | Laurent Fignon (FRA) (1/2)          | Eddy Planckaert (BEL) (1/2)         | Dirk Demol (BEL)                    | Adri van der Poel (NED) (2/2)       | Charly Mottet (FRA)                  |
| 1989 | Laurent Fignon (FRA) (2/2)          | Edwig Van Hooydonck (BEL) (1/2)     | Jean-Marie Wampers (BEL)            | Sean Kelly (IRL) (7/9)              | Tony Rominger (SUI) (1/2)            |
| 1990 | Gianni Bugno (ITA) (1/2)            | Moreno Argentin (ITA) (5/6)         | Eddy Planckaert (BEL) (2/2)         | Eric van Lancker (BEL)              | Gilles Delion (FRA)                  |
| 1991 | Claudio Chiappucci (ITA)            | Edwig Van Hooydonck (BEL) (2/2)     | Marc Madiot (FRA) (2/2)             | Moreno Argentin (ITA) (6/6)         | Sean Kelly (IRL) (8/9)               |
| 1992 | Sean Kelly (IRL) (9/9)              | Jacky Durand (FRA)                  | Gilbert Duclos-Lassalle (FRA) (1/2) | Dirk de Wolf (BEL)                  | Tony Rominger (SUI) (2/2)            |
| 1993 | Maurizio Fondriest (ITA)            | Johan Museeuw (BEL) (1/6)           | Gilbert Duclos-Lassalle (FRA) (2/2) | Rolf Sørensen (DEN) (1/2)           | Pascal Richard (SUI) (1/2)           |
| 1994 | Giorgio Furlan (ITA)                | Gianni Bugno (ITA) (2/2)            | Andrei Tchmil (MDA) (1/3)           | Evgeni Berzin (RUS)                 | Vladislav Bobrik (RUS)               |
| 1995 | Laurent Jalabert (FRA) (1/2)        | Johan Museeuw (BEL) (2/6)           | Franco Ballerini (ITA) (1/2)        | Mauro Gianetti (SUI)                | Gianni Faresin (ITA)                 |
| 1996 | Gabriele Colombo (ITA)              | Michele Bartoli (ITA) (1/5)         | Johan Museeuw (BEL) (3/6)           | Pascal Richard (SUI) (2/2)          | Andrea Tafi (ITA) (1/3)              |
| 1997 | Erik Zabel (GER) (1/4)              | Rolf Sørensen (DEN) (2/2)           | Frédéric Guesdon (FRA)              | Michele Bartoli (ITA) (2/5)         | Laurent Jalabert (FRA) (2/2)         |
| 1998 | Erik Zabel (GER) (2/4)              | Johan Museeuw (BEL) (4/6)           | Franco Ballerini (ITA) (2/2)        | Michele Bartoli (ITA) (3/5)         | Oscar Camenzind (SUI) (1/2)          |
| 1999 | Andrei Tchmil (BEL) (2/3)           | Peter Van Petegem (BEL) (1/3)       | Andrea Tafi (ITA) (2/3)             | Frank Vandenbroucke (BEL)           | Mirko Celestino (ITA)                |
| 2000 | Erik Zabel (GER) (3/4)              | Andrei Tchmil (BEL) (3/3)           | Johan Museeuw (BEL) (5/6)           | Paolo Bettini (ITA) (1/5)           | Raimondas Rumšas (LTU)               |
| 2001 | Erik Zabel (GER) (4/4)              | Gianluca Bortolami (ITA)            | Servais Knaven (NED)                | Oscar Camenzind (SUI) (2/2)         | Danilo Di Luca (ITA) (1/2)           |
| 2002 | Mario Cipollini (ITA)               | Andrea Tafi (ITA) (3/3)             | Johan Museeuw (BEL) (6/6)           | Paolo Bettini (ITA) (2/5)           | Michele Bartoli (ITA) (4/5)          |
| 2003 | Paolo Bettini (ITA) (3/5)           | Peter Van Petegem (BEL) (2/3)       | Peter Van Petegem (BEL) (3/3)       | Tyler Hamilton (USA)                | Michele Bartoli (ITA) (5/5)          |
| 2004 | Óscar Freire (ESP) (1/3)            | Steffen Wesemann (GER)              | Magnus Bäckstedt (SWE)              | Davide Rebellin (ITA)               | Damiano Cunego (ITA) (1/3)           |
| 2005 | Alessandro Petacchi (ITA)           | Tom Boonen (BEL) (1/7)              | Tom Boonen (BEL) (2/7)              | Alexander Vinokourov (KAZ) (1/2)    | Paolo Bettini (ITA) (4/5)            |
| 2006 | Filippo Pozzato (ITA)               | Tom Boonen (BEL) (3/7)              | Fabian Cancellara (SUI) (1/7)       | Alejandro Valverde (ESP) (1/4)      | Paolo Bettini (ITA) (5/5)            |
| 2007 | Óscar Freire (ESP) (2/3)            | Alessandro Ballan (ITA)             | Stuart O'Grady (AUS)                | Danilo Di Luca (ITA) (2/2)          | Damiano Cunego (ITA) (2/3)           |
| 2008 | Fabian Cancellara (SUI) (2/7)       | Stijn Devolder (BEL) (1/2)          | Tom Boonen (BEL) (4/7)              | Alejandro Valverde (ESP) (2/4)      | Damiano Cunego (ITA) (3/3)           |
| 2009 | Mark Cavendish (GBR)                | Stijn Devolder (BEL) (2/2)          | Tom Boonen (BEL) (5/7)              | Andy Schleck (LUX)                  | Philippe Gilbert (BEL) (1/5)         |
| 2010 | Óscar Freire (ESP) (3/3)            | Fabian Cancellara (SUI) (3/7)       | Fabian Cancellara (SUI) (4/7)       | Alexander Vinokourov (KAZ) (2/2)    | Philippe Gilbert (BEL) (2/5)         |
| 2011 | Matthew Goss (AUS)                  | Nick Nuyens (BEL)                   | Johan Vansummeren (BEL)             | Philippe Gilbert (BEL) (3/5)        | Oliver Zaugg (SUI)                   |
| 2012 | Simon Gerrans (AUS) (1/2)           | Tom Boonen (BEL) (6/7)              | Tom Boonen (BEL) (7/7)              | Maxim Iglinsky (KAZ)                | Joaquim Rodríguez (ESP) (1/2)        |
| 2013 | Gerald Ciolek (GER)                 | Fabian Cancellara (SUI) (5/7)       | Fabian Cancellara (SUI) (6/7)       | Dan Martin (IRL) (1/2)              | Joaquim Rodríguez (ESP) (2/2)        |
| 2014 | Alexander Kristoff (NOR) (1/2)      | Fabian Cancellara (SUI) (7/7)       | Niki Terpstra (NED) (1/2)           | Simon Gerrans (AUS) (2/2)           | Dan Martin (IRL) (2/2)               |
| 2015 | John Degenkolb (GER) (1/2)          | Alexander Kristoff (NOR) (2/2)      | John Degenkolb (GER) (2/2)          | Alejandro Valverde (ESP) (3/4)      | Vincenzo Nibali (ITA) (1/3)          |
| 2016 | Arnaud Démare (FRA)                 | Peter Sagan (SVK) (1/2)             | Mathew Hayman (AUS)                 | Wout Poels (NED)                    | Esteban Chaves (COL)                 |
| 2017 | Michał Kwiatkowski (POL)            | Philippe Gilbert (BEL) (4/5)        | Greg Van Avermaet (BEL)             | Alejandro Valverde (ESP) (4/4)      | Vincenzo Nibali (ITA) (2/3)          |
| 2018 | Vincenzo Nibali (ITA) (3/3)         | Niki Terpstra (NED) (2/2)           | Peter Sagan (SVK) (2/2)             | Bob Jungels (LUX)                   | Thibaut Pinot (FRA)                  |
| 2019 | Julian Alaphilippe (FRA)            | Alberto Bettiol (ITA)               | Philippe Gilbert (BEL) (5/5)        | Jakob Fuglsang (DEN) (1/2)          | Bauke Mollema (NED)                  |
| 2020 | Wout van Aert (BEL)                 | Mathieu van der Poel (NED) (1/8)    | Inställt på grund av Coronapandemin | Primož Roglič (SLO)                 | Jakob Fuglsang (DEN) (2/2)           |
| 2021 | Jasper Stuyven (BEL)                | Kasper Asgreen (DEN)                | Sonny Colbrelli (ITA)               | Tadej Pogačar (SLO) (1/9)           | Tadej Pogačar (SLO) (2/9)            |
| 2022 | Matej Mohoric (SLO)                 | Mathieu van der Poel (NED) (2/8)    | Dylan van Baarle (NED)              | Remco Evenepoel (BEL) (1/2)         | Tadej Pogačar (SLO) (3/9)            |
| 2023 | Mathieu van der Poel (NED) (3/8)    | Tadej Pogačar (SLO) (4/9)           | Mathieu van der Poel (NED) (4/8)    | Remco Evenepoel (BEL) (2/2)         | Tadej Pogačar (SLO) (5/9)            |
| 2024 | Jasper Philipsen (BEL)              | Mathieu van der Poel (NED) (5/8)    | Mathieu van der Poel (NED) (6/8)    | Tadej Pogačar (SLO) (6/9)           | Tadej Pogačar (SLO) (7/9)            |
| 2025 | Mathieu van der Poel (NED) (7/8)    | Tadej Pogačar (SLO) (8/9)           | Mathieu van der Poel (NED) (8/8)    | Tadej Pogačar (SLO) (9/9)           | 11 oktober                           |
| År   | Milano–Sanremo                      | Flandern runt                       | Paris–Roubaix                       | Liège–Bastogne–Liège                | Giro di Lombardia                    |